# Mary Shaw (cantante lirica)
Mary Shaw, nata Postans (Kent, 1814 – Hadleigh Hall, 9 settembre 1876), è stata un contralto inglese.
Mary Shaw ebbe una carriera internazionale che la vide impegnata in concerti e opere negli anni 1830 e 1840. È ricordata particolarmente per avere creato il personaggio di Cuniza nell'opera Oberto, Conte di San Bonifacio di Giuseppe Verdi, al Teatro alla Scala di Milano nel 1839.

## Vita e carriera
Originaria del Kent, era figlia di Thomas (esquire di Tewkesbury) e Agathe Postans. Era sorella della scrittrice Marianne Postans, autrice di "Western India". Entrò alla Royal Academy of Music di Londra nel 1828. Qui studiò fino al 1831 e fu allieva di canto di George Smart. Debuttò professionalmente nel 1834 come concertista, e nei successivi cinque anni fu molto attiva nel suo paese anche come cantante di oratori. Nel 1835 sposò il pittore Alfred Shaw e da allora adottò il nome Mary Shaw. Nello stesso anno  si esibì per i Concerts of Ancient Music a Londra e al Festival di York. Nel 1836 cantò ai festival di Norwich e Liverpool, in quest'ultima città per la prima rappresentazione dell'oratorio Paulus di Felix Mendelssohn, il 3 ottobre 1836. Nel 1837 apparve in numerosi concerti a Londra sostenuti dalla Royal Philharmonic Society e dalla Sacred Harmonic Society. Cantò anche al Birmingham Triennial Music Festival. Nel 1838-1839 apparve come solista con la Leipzig Gewandhaus Orchestra in 12 concerti diretti da Mendelssohn al Gewandhaus di Lipsia.
Cominciò la carriera operistica in Italia nel 1839, facendo la prima apparizione al Teatro Nuovo di Novara come Arsace nella Semiramide di Gioachino Rossini. Più tardi, lo stesso anno, cantò ancora a Novara anche nel ruolo di Malcolm Groeme ne La donna del lago, sempre di Rossini. Il 17 novembre 1839 debuttò al Teatro alla Scala di Milano come Cuniza nella prima mondiale della prima opera di Giuseppe Verdi, Oberto, Conte di San Bonifacio. Tornò al paese natale, dove fu tra i primi a testimoniare l'eccellenza di Verdi, e riuscì ad attirare l'interesse del musicologo e critico Henry Chorley sul compositore italiano. Fu attiva alla Royal Opera House e al   Drury Lane a Londra all'inizio degli anni 1840, cantando ruoli come Arsace, Fidalma ne Il matrimonio segreto di Domenico Cimarosa, e Malcolm Groeme. Nel 1844 si esibì nella prima mondiale di The Brides of Venice di Julius Benedict al Drury Lane. La sua carriera venne interrotta prematuramente quell'anno poiché suo marito fu colpito da infermità mentale. Le fatiche a cui andò incontro la segnarono fisicamente, e non fu più in grado di cantare intonata. Dopo la morte del marito nel 1847, sposò l'avvocato J. F. Robinson e non si esibì mai più. Morì a Hadleigh Hall nel Suffolk nel 1876.